# Фордайс (Арканзас)
Фордайс (англ. Fordyce) — місто (англ. city) в США, в окрузі Даллас штату Арканзас. З 1911 року є адміністративним центром округу.
Населення — 3396 осіб (2020).

## Географія
Фордайс розташований на висоті 87 метрів над рівнем моря за координатами 33°49′5″ пн. ш. 92°25′3″ зх. д. / 33.81806° пн. ш. 92.41750° зх. д. (33.818117, -92.417566).  За даними Бюро перепису населення США в 2010 році місто мало площу 17,51 км², уся площа — суходіл.

## Демографія
Згідно з переписом 2010 року, у місті мешкало 4300 осіб у 1628 домогосподарствах у складі 1070 родин. Густота населення становила 246 осіб/км².  Було 1921 помешкання (110/км²). 
Расовий склад населення:
| - 53,3 % — чорних або афроамериканців - 43,3 % — білих - 0,5 % — корінних американців - 0,3 % — азіатів - 1,3 % — осіб інших рас |

До двох чи більше рас належало 1,3 %. Іспаномовні складали 2,6 % від усіх жителів.
За віковим діапазоном населення розподілялося таким чином: 26,1 % — особи молодші 18 років, 56,6 % — особи у віці 18—64 років, 17,3 % — особи у віці 65 років та старші. Медіана віку мешканця становила 39,4 року. На 100 осіб жіночої статі у місті припадало 94,6 чоловіків;  на 100 жінок у віці від 18 років та старших — 88,8 чоловіків також старших 18 років.
Середній дохід на одне домашнє господарство  становив 42 579 доларів США (медіана — 31 074), а середній дохід на одну сім'ю — 54 657 доларів (медіана — 43 472). Медіана доходів становила 31 919 доларів для чоловіків та 24 583 долари для жінок. За межею бідності перебувало 14,7 % осіб, у тому числі 15,7 % дітей у віці до 18 років та 10,5 % осіб у віці 65 років та старших.
Цивільне працевлаштоване населення становило 1457 осіб. Основні галузі зайнятості: освіта, охорона здоров'я та соціальна допомога — 31,8 %, виробництво — 16,2 %, роздрібна торгівля — 11,7 %, мистецтво, розваги та відпочинок — 8,4 %.
За даними перепису населення 2000 року в Фордайсі проживало 4799 осіб, 1186 сімей, налічувалося 1737 домашніх господарств і 2024 житлових будинки. Середня густота населення становила близько 280,6 осіб на один квадратний кілометр. Расовий склад Фордайса за даними перепису розподілився таким чином: 48,61 % білих, 49,66 % — чорних або афроамериканців, 0,19 % — корінних американців, 0,42 % — азіатів, 0,38 % — представників змішаних рас, 0,75 % — інших народів. Іспаномовні склали 1,19 % від усіх жителів міста.
З 1737 домашніх господарств в 32,0 % — виховували дітей віком до 18 років, 46,4 % представляли собою подружні пари, які спільно проживали, в 17,5 % сімей жінки проживали без чоловіків, 31,7 % не мали сімей. 28,6 % від загального числа сімей на момент перепису жили самостійно, при цьому 13,4 % склали самотні літні люди у віці 65 років та старше. Середній розмір домашнього господарства склав 2,51 особи, а середній розмір родини — 3,09 особи.
Населення міста за віковим діапазону за даними переписом 2000 року розподілилося таким чином: 28,5 % — жителі молодше 18 років, 8,9 % — між 18 і 24 роками, 25,3 % — від 25 до 44 років, 21,0 % — від 45 до 64 років і 16,3 % — у віці 65 років та старше. Середній вік мешканця склав 36 років. На кожні 100 жінок в Фордайсі припадало 90,7 чоловіків, у віці від 18 років та старше — 87,1 чоловіків також старше 18 років.
Середній дохід на одне домашнє господарство в місті склав 23 297 доларів США, а середній дохід на одну сім'ю — 30 120 доларів. При цьому чоловіки мали середній дохід в 24 971 долар США на рік проти 15 553 долара середньорічного доходу у жінок. Дохід на душу населення в місті склав 12 118 доларів на рік. 16,2 % від усього числа сімей в окрузі і 22,3 % від усієї чисельності населення перебувало на момент перепису населення за межею бідності, при цьому 27,2 % з них були молодші 18 років і 19,3 % — у віці 65 років та старше.

## Відомі уродженці та жителі
- Джим Бентон — професійний футболіст 1940-х років, який грав в Національній футбольній лізі
- Рей Портер — генерал періоду Другої світової війни, нагороджений медаллю «Пурпурне серце» та орденом «Легіон Пошани»
- Джон Тач — адмірал Військово-морських сил США періоду Другої світової війни
- Кевін Вільямс — гравець команди Міннесота Вайкінгс
- Рейлі Джонсон — колишній гравець команди Сан-Дієго Чарджерс
- Джеймс Кон — теолог.